# Szczawian amonu
Szczawian amonu – organiczny związek chemiczny, sól kwasu szczawiowego i amoniaku. Jego roztwory mają odczyn lekko kwasowy do obojętnego (pH 6–7). Z wody krystalizuje jako monohydrat.